# IAEDANS
IAEDANS ist ein organischer Fluoreszenzfarbstoff, der in der Biochemie häufig zum Markieren von Proteinen verwendet wird, da er leicht mit Thiolgruppen der Aminosäure Cystein reagiert und im neutralen pH-Wert-Bereich gut wasserlöslich ist. Da die Fluoreszenz stark lösungs- und umgebungsabhängig ist, eignet er sich recht gut für Bindungsmessungen durch Änderungen der Polarisation der emittierten Strahlung oder durch FRET. Der Farbstoff wird durch Ultraviolettstrahlung bei einer Wellenlänge von 336 nm angeregt und emittiert im Bereich um 490 nm. Die Absorption bei 336 nm erfolgt mit einem Extinktionskoeffizienten von 5700.
IAEDANS wurde Anfang der 1970er Jahre von Biochemiker Gregorio Weber erstmals synthetisiert und 1973 die optischen Eigenschaften sowie die Synthese beschrieben.